# Clubiona chabarovi
Clubiona chabarovi är en spindelart som beskrevs av Mikhailov 1991. Clubiona chabarovi ingår i släktet Clubiona och familjen säckspindlar. Inga underarter finns listade i Catalogue of Life.